# Riu Xúquer
Riu Xúquer este o arie protejată (sit de importanță comunitară — SCI) din Spania întinsă pe o suprafață de 370,53 ha, integral pe uscat.

## Localizare
Centrul sitului Riu Xúquer este situat la coordonatele 39°06′59″N 0°38′34″W / 39.1164°N 0.6428°V.

## Înființare
Situl Riu Xúquer a fost declarat sit de importanță comunitară în iulie 2001 pentru a proteja 4 specii de animale.

## Biodiversitate
Situată în ecoregiunea mediteraneană, aria protejată conține 6 habitate naturale: Galerii de Salix alba și de Populus alba, Pajiști umede mediteraneene cu ierburi înalte de Molinio-Holoschoenion, Estuare, Râuri mediteraneene cu debit permanent și vegetație de Glaucium flavum, Galerii și tufărișuri riverane sudice (Nerio-Tamaricetea și Securinegion tinctoriae), Râuri mediteraneene cu debit intermitent, cu specii de Paspalo-Agrostidion.
La baza desemnării sitului se află mai multe specii protejate:
- păsări (1): pescăruș albastru (Alcedo atthis)
- pești (3): Alosa fallax, Chondrostoma toxostoma, zvârluga (Cobitis taenia)